# Niederaudorf

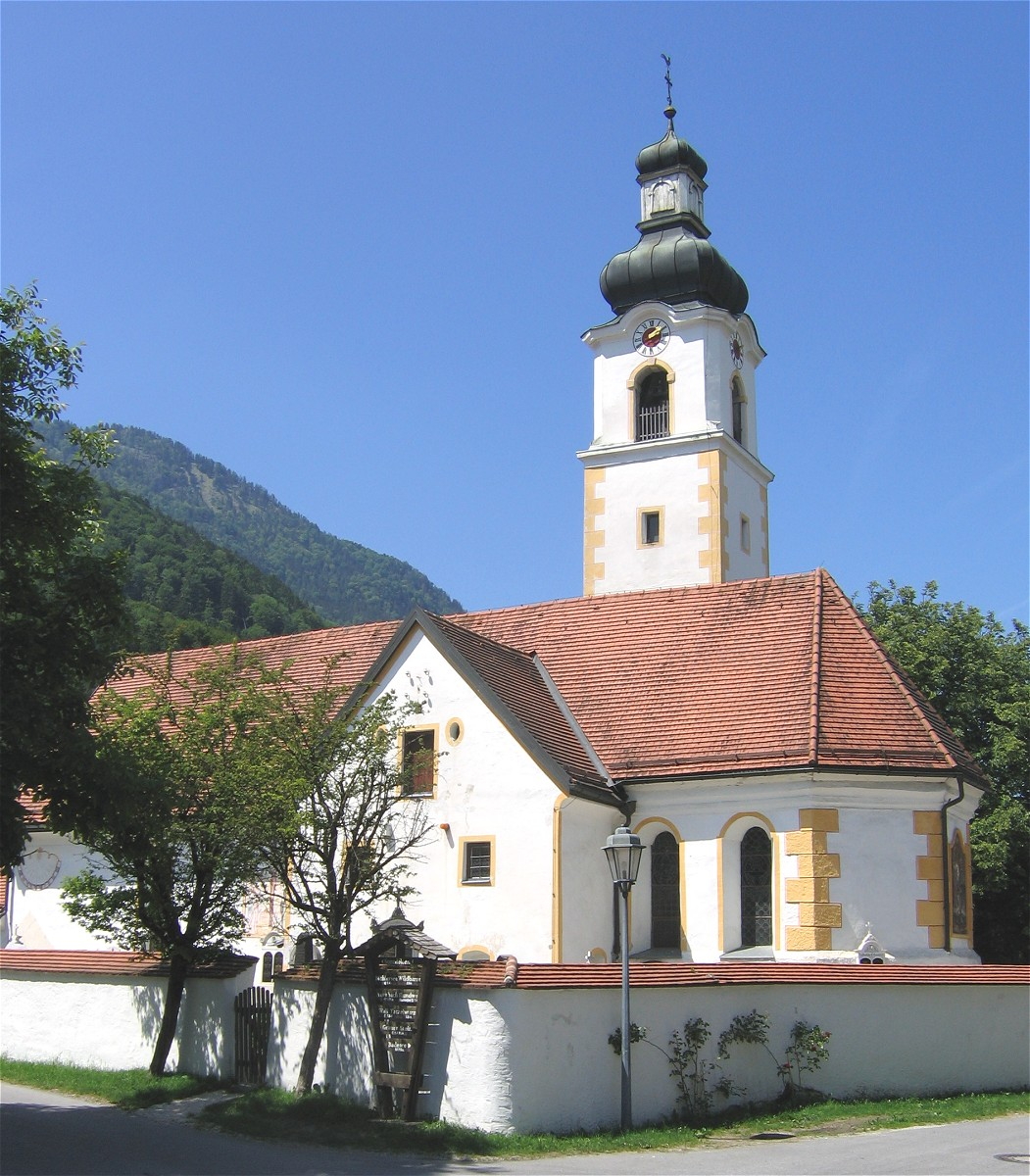
Niederaudorf: Ansicht der Pfarrkirche Sankt Michael

Niederaudorf ist eine Gemarkung und ein Ortsteil der Gemeinde Oberaudorf im oberbayerischen Landkreis Rosenheim.

## Geographie
Das Pfarrdorf Niederaudorf liegt in den Bayerischen Voralpen und dem bayerischen Teil des Unterinntals. Oberaudorf und Niederaudorf sind durch den Lauf des westlichen Inn-Zuflusses Auerbach getrennt. 

## Geschichte
Besiedlungsspuren in der Gemarkung Audorf reichen zurück bis in die Bronzezeit. Erstmals erwähnt wird der Ort im Jahr 780 als Urdorf in einer Schenkungsurkunde an das Hochstift Freising. Den bayerischen Herzögen gelang es, die Herren im Mangfallgau, die Grafen von Falkenstein, ab 1244 aus ihren Besitzungen und Herrschaften zu verdrängen und ihre eigene Herrschaft im Inntal auszubauen. Erstmals erwähnt wird die über Oberaudorf liegende Auerburg im Wittelsbacher Hausvertrag von Pavia 1329. Um 1350 wurde die Auerburg schon als Gericht und Amtssitz eines Pflegers genannt. Seit dem 15. Jahrhundert wurde der Gerichtsbezirk Auerburg in die Hauptmannschaften Kiefersfelden, Nieder- und Oberaudorf sowie Fischbach gegliedert. 1818 wurden durch das bayerische Gemeindeedikt die Gemeinden Niederaudorf und Oberaudorf gegründet. Die Bevölkerung der Gemeinden Oberaudorf und Niederaudorf entschied sich in einer Volksbefragung am 22. November 1970 für einen Zusammenschluss der Gemeinden, der am 1. April 1971 erfolgte. Ein Teil der Gemeinde Niederaudorf wurde in die Gemeinde Flintsbach am Inn umgegliedert.